# Henri Montan Berton
Henri Montan Berton, född den 17 september 1767 i Paris, död där den 22 april 1844, var en fransk dirigent och operakompositör. Han var son till kompositören Pierre Montan Berton samt far till kompositören Henri François Berton och skådespelaren Charles François Berton.
Berton studerade i Paris för Jean-Baptiste Rey och Antonio Sacchini. År 1782 blev han violinist på Parisoperan. Han anställdes på Pariskonservatoriet 1795 och efterträdde 1818 Étienne Nicolas Méhul som professor i komposition. Mellan 1807 och 1809 var han dirigent på Opéra-Comique i Paris, varefter han blev körledare på Parisoperan. Han blev invald i Franska Akademien 1815.
Berton blev berömd i slutet av 1700-talet, men senare bortglömd redan under sin livstid. I slutet på 1800-talet återupptäcktes han delvis. Han skrev total 47  operor. Bland hans verk märks främst debutoperan Montano et Stéphanie (1799), med en stor final, som blev förebild för bland annat Gioacchino Rossini. Bland hans övriga operor kan nämnas Le Délire (1799), Le concert interrompu (1802), Aline (1803) samt Françoise de Foix (1809), där Jean-Nicolas Bouilly skrev texten till partituret. Han skrev även ett antal oratorier, åtta kantater, och fyra baletter. En monografi över honom skrevs av Adolphe Adam i Revue de Paris (1849) och omtrycktes senare i Derniers souvernirs d'un musicien.